# 武才人 (唐穆宗)
武才人，唐穆宗妃嫔，义丰公主母。
武氏生平不详，仅知她本为唐穆宗的才人。大和（827年—835年）中，由唐穆宗之子唐文宗追赠贵妃。